# Antigona (obra de teatro de Bertolt Brecht)
Antígona o La Antigona de Sófocles es una adaptación del dramaturgo alemán Bertolt Brecht tomada de la traducción de Hölderlin de la tragedia de Sófocles. Fue presentada en Chur Stadttheater en Suiza en 1948, con Helene Weigel (segunda mujer de Brecht ), como protagonista. Este fue el primer trabajo de dirección teatral de Brecht en colaboración con Caspar Neher.

## Diferencias con laAntígonaoriginal
La obra comienza con una escena moderna de la Segunda Guerra Mundial en la que dos hermanas descubren que su hermano, un soldado, ha regresado del frente. Lo alimentan, pero resulta que es un desertor y lo linchan de la farola. Esta primera escena tiene la intención de establecer el paralelismo entre la muerte de Polynices, que marca el primer evento dramáticamente clave en la Antígona de Sófocles, con el del soldado que desertó en la Segunda Guerra Mundial.
Creon se interpreta como un dictador al estilo nazi, y el elenco en la mayoría de las producciones usa un traje alemán moderno o de la Segunda Guerra Mundial para que el paralelismo sea más obvio.